# Säve församling
Säve församling var en församling i Göteborgs stift  i Göteborgs kommun. Församlingen uppgick 2010 i Tuve-Säve församling.

## Administrativ historik
Församlingen har medeltida ursprung.
Församlingen var till 1664 annexförsamling i pastoratet Björlanda, Säve, Torslanda, Backa och Öckerö för att därefter till 1 maj 1928 vara moderförsamling i pastoratet Säve, Backa och Björlanda. Från 1 maj 1928 till 1979 moderförsamling i pastoratet Säve, Björlanda och Torslanda som från 1974 även omfattade Rödbo församling. Från 1979 till 2010 moderförsamling i pastoratet Säve och Rödbo. Församlingen uppgick 2010 i Tuve-Säve församling och en mindre del till Backa församling.

## Verksamhet
I församlingens arbete ingick även verksamhet i Skogomefängelset, Lillhagens sjukhuskyrka, äldreboende, sjukhem, aktivitetshus Centrum med mera.  Denna verksamhet har överförts till Backa församling. Säve församlingshem började projekteras redan 1965 och stod sedan klart 1975.

## Kyrkor
- Säve kyrka
- Kärra kyrka

## Areal
Säve församling omfattade den 1 januari 1976 en areal av 53,8 kvadratkilometer, varav 51,2 kvadratkilometer land.

### Fotnoter
1. ↑  Nationell Arkivdatabas Referenskod: SE/148031000.[källa från Wikidata]
2. ↑  ”Förteckning (Sveriges församlingar genom tiderna)”. Skatteverket. 1989. http://www.skatteverket.se/privat/folkbokforing/omfolkbokforing/folkbokforingigaridag/sverigesforsamlingargenomtiderna/forteckning.4.18e1b10334ebe8bc80003999.html. Läst 17 december 2013.
3. ↑  ”Församlingar”. Statistiska centralbyrån. https://www.scb.se/hitta-statistik/regional-statistik-och-kartor/regionala-indelningar/forsamlingar/. Läst 30 december 2022.
4. ↑   (PDF) Folk- och bostadsräkningen 1975, Del 3:1, Folkmängd i kommuner och församlingar. Stockholm: Statistiska centralbyrån. 1977. sid. 33. Arkiverad från originalet den 6 juli 2015. https://www.webcitation.org/6ZpNXk37R?url=http://www.scb.se/Grupp/Hitta_statistik/Historisk_statistik/_Dokument/SOS/Folk_o_bostadsrakningen_1975_3_1.pdf. Läst 6 juli 2015 Arkiverad 24 september 2015 hämtat från the Wayback Machine.